# Eric Rosen
Eric Rosen   (Evanston, 3 de setembre de 1993) és un jugador d'escacs estatunidenc. Va rebre el títol de Mestre FIDE el 2011 i el títol Mestre Internacional el 2015. Rosen va començar a jugar als escacs de petit amb el seu pare i el seu germà i es va convertir en el campió nacional K12 de la Federació d'Escacs dels Estats Units (USCF) el 2011. Mentre assistia a la Universitat d'Illinois, Rosen va formar part de l'equip d'escacs que es va assegurar un lloc a la President's Cup el 2013 i el 2014.
Rosen produeix contingut educatiu a les plataformes en línia Twitch i YouTube. Tot i que és conegut principalment pel seu contingut d'escacs, Rosen també ha produït retransmissions en directe i vídeos de Scrabble per al seu públic.

## Primers anys de vida
Rosen va néixer el 3 de setembre de 1993 i va créixer a Skokie, Illinois. Als 7 anys, va aprendre les regles dels escacs mentre estava de vacances a les Bahames. El primer gran èxit de Rosen va arribar als 9 anys, quan va guanyar el campionat estatal de 3r grau d'Illinois.
Assistint a la Niles North High School, Rosen va dirigir l'equip d'escacs de l'escola a dos campionats estatals i el tercer lloc en els nacionals. En el seu primer any, Rosen va guanyar el campionat nord-americà K-12 de 2011 amb un marcador perfecte de 7-0, superant l'aleshores MI Marc Arnold a la ronda final. La comunitat escaquística dels Estats Units van qualificar el seu resultat com "un dels assoliments individuals més destacats en la història d'aquest torneig", i el Skokie Village Board va nomenar el 16 de maig de 2011, el dia Eric Rosen.
El 2011, Rosen va aconseguir el títol de Mestre de la FIDE superant una qualificació Elo de 2300.

## Carrera d'escacs

### Universitat
Rosen va assistir a la Universitat d'Illinois a Urbana–Champaign durant dos anys del 2012 al 2014, estudiant matemàtiques i informàtica. La Universitat de Texas a Dallas li havia ofert una beca d'escacs completa, però Rosen la va rebutjar perquè se l'hauria relegat a l'equip B del programa, perdent un lloc a les principals competicions. En canvi, Michael Auger, el president del club d'escacs Illini i futur company d'habitació de Rosen, el va convèncer d'estudiar a Illinois.
En el seu primer any, l'equip va competir als Campionats Panamericans per primera vegada des de la dècada de 1970, i va empatar al primer lloc amb quatre victòries i dos empats, després de ser 14è cap de sèrie. Això va portar l'equip a la Copa del President, la Final Four d'escacs col·legiats, per primera vegada des de 1991. L'equip de Rosen va ser l'únic col·legi de la Final Four que no oferia beques d'escacs, i l'únic equip sense entrenador ni Gran mestre. En una "història de conte de fades", l'equip va tornar a arribar a la Copa del President l'any 2014, després de quedar 3r als Campionats Panamericans.
El 2015, Rosen es va transferir a la Universitat de Webster amb una beca d'escacs, que havia guanyat la Copa del President en les dues aparicions anteriors de Rosen. Jugant a la Webster University SPICE (Institut Susan Polgar per a l'Excel·lència d'Escacs), va ser entrenat per Susan Polgar, l'antiga campiona del món femenina. El 2017, Rosen es va graduar a la Universitat de Webster amb una llicenciatura en mitjans digitals interactius.

### Individual
Rosen va quedar 9è al Campionat del Món Sub-18 2011 a Caldas Novas, Brasil, amb 6 de 9 punts, i així va aconseguir la seva primera norma de Mestre Internacional.
Des de 2012 fins a principis de 2015, la puntuació elo de la FIDE de Rosen es va estancar al voltant de 2300, baixant fins a 2259 el 2013. Tanmateix, el juny de 2013, Rosen va aconseguir la seva segona norma MI, amb un primer lloc empatat al 29è Masters nord-americà a la seva ciutat natal de Skokie, Illinois.
Al 9è Open de Filadèlfia el maig de 2015, Rosen va guanyar 50 punts de qualificació i la seva tercera norma de Màster Internacional després d'empatar primer a la divisió U2400. Un mes més tard, Rosen va guanyar 51,4 punts d'elo i una quarta norma IM després d'un segon lloc al 24è Chicago Open, amb 6,5 de 9 punts. Aquestes dues actuacions del torneig el van portar a la seva màxima qualificació FIDE de 2423. Amb la seva última norma IM guanyada i un elo superior a 2400, Rosen va rebre el títol de Mestre Internacional el setembre de 2015 a la 86a Conferència de la FIDE a Abu Dhabi, Emirats Àrabs Units.
El 2018 va derrotar sense saber-ho al campió del món vigent Magnus Carlsen en una partida de bala.